# Sento che mi sta succedendo qualcosa
Sento che mi sta succedendo qualcosa (The April Fools) è un film del 1969 diretto da Stuart Rosenberg.

## Trama
Howard Brubaker è sposato con Phyllis, ma non è corrisposto. Anche Catherine è sposata con Ted Gunther, marito indifferente.
Una sera, a un party, Ted incoraggia Howard a corteggiare una donna disponibile. Howard la cerca e nota Catherine, che accetta immediatamente. I due lasciano la festa ed escono per un giro in città, mentre Ted, ignaro, si concentra su altre donne alla festa.
Howard e Catherine scoprono che i loro matrimoni sono senza amore e decidono di scappare insieme la sera successiva.
Nel momento in cui Howard sta per salire sull'aereo con Catherine per andare a Parigi, Ted si rende conto che è lui l'altro uomo del gioco.